# Ernest Paul
Ernest Paul (Villotte-sur-Ource, 5 de desembre de 1881 - Saint-Gatien-des-Bois, 9 de setembre de 1964) va ser un ciclista francès que fou professional de 1908 a 1914 i de 1919 a 1922. En el seu palmarès destaquen dues victòries d'etapa al Tour de França, el 1909 i 1910. En aquesta mateixa cursa finalitzà tres vegades entre els deu primers de la classificació final. Era germanastre del ciclista luxemburguès François Faber.

## Palmarès
- 1908
  - 3r de la París-Lilla
- 1909
  - Vencedor d'una etapa al Tour de França
  - 3r a la París-Tours
- 1910
  - Vencedor d'una etapa al Tour de França
- 1911
  - 3r a la París-Brest-París
- 1919
  - 1r a la Niça-Annot-Niça

### Resultats al Tour de França
- 1908. 18è de la classificació general
- 1909. 6è de la classificació general i vencedor d'una etapa
- 1910. 7è de la classificació general i vencedor d'una etapa
- 1911. 8è de la classificació general
- 1912. Abandona (4a etapa)
- 1913. Abandona (3a etapa)
- 1914. 12è de la classificació general
- 1921. 27è de la classificació general
- 1922. 30è de la classificació general